# Camblain-Châtelain

Camblain-Châtelain este o comună în departamentul Pas-de-Calais, Franța. În 1 ianuarie 2022 avea o populație de 1.766 de locuitori.